# Joseph-Bernard Rosier
Joseph-Bernard Rosier (* 18. Oktober 1804 in Béziers; † 12. Oktober 1880 in Marseille) war ein französischer Dramatiker, Vaudevillist und Librettist.

## Leben
Joseph-Bernard Rosier arbeitete zunächst als Schreiber in einem Anwaltsbüro, ehe er sich 1830 als Rhetoriklehrer mit Theater und Literatur zu beschäftigen begann. Er schrieb eine große Zahl von Bühnenstücken, die in den bekanntesten Theatern des 19. Jahrhunderts aufgeführt wurden, beispielsweise im Théâtre du Vaudeville, im Théâtre des Variétés, im Théâtre de la Porte Saint-Martin, in der Comédie-Française und einigen anderen.

## Werke
- Le mari de ma femme, Komödie in 3 Akten, 1830
- Le Mariage par dévouement, Komödie in Versen in 3 Akten, 1831
- La Mort de Figaro, Prosa-Drama in 3 Akten, 1833
- Charles IX., Drama in 5 Akten, 1834
- Maria Padilla, spanische Chronik in 3 Akten mit Prolog und Epilog, 1837
- Claire, ou la Préférence d’une mère, Prosa-Drama in 3 Akten, 1837
- La Lune rousse, Komödie mit Gesang in 1 Akt, 1839
- Le protégé, Komödie in 1 Akt, 1839[1]
- La Femme de mon mari, Komödie mit Gesang in 2 Akten, 1840
- Manche à manche, Komödie mit Gesang in 1 Akt, 1841
- Les deux brigadiers, Vaudeville in 2 Akten, 1842
- L’Inconsolable ou Les Deux déménagements, Comédie-vaudeville in 3 Akten, 1846
- Un mousquetaire-gris, Komödie mit Gesang in 2 Akten, 1847
- Le pouvoir d’une femme, Komödie in 2 Akten, 1848
- La Pension alimentaire, Comédie-vaudeville in 2 Akten, 1849
- Le songe d’une nuit d’été, Opéra-Comique in 3 Akten, mit Adolphe de Leuven, Musik von Ambroise Thomas, 1850
- Raymond, ou Le secret de la reine, Opéra-Comique in 3 Akten, mit Adolphe de Leuven, Musik von Ambroise Thomas, 1851
- Un mari trop aimé, Comédie-vaudeville in 1 Akt, 1852
- La foi, l’espérance et la charité, Drama in 5 Akten und 6 Teilen, 1853
- Le Housard de Berchini, Opéra-Comique in 2 Akten, Musik von Adolphe Adam, 1855
- Chacun pour soi, Komödie in 3 Akten, 1856